# Doryanthes
Doryanthes — єдиний рід у своїй родині Doryanthaceae. Рід складається з двох видів, D. excelsa і D. palmeri, обидва ендемічні аборигени узбережжя Східної Австралії. Doryanthaceae є частиною порядку Asparagales.
Рослини ростуть у формі розетки, зацвітають лише через 10 років. Їм подобається тепле середовище, хороший ґрунт і багато води.
Doryanthaceae, розміщене в порядку Asparagales однодольних, лише нещодавно було визнано систематиками. Раніше рід зазвичай відносили до Agavaceae], тепер підродина Agavoideae родини Asparagaceae.